# Jimmy Sturr
 (mai 2025).
Si vous disposez d'ouvrages ou d'articles de référence ou si vous connaissez des sites web de qualité traitant du thème abordé ici, merci de compléter l'article en donnant les références utiles à sa vérifiabilité et en les liant à la section « Notes et références ».
James W. Sturr Jr., né le 25 septembre 1941 , est un musicien de polka américain, trompettiste, clarinettiste, saxophoniste et leader de Jimmy Sturr & His Orchestra. 
Ses enregistrements ont remporté 18 des 24 Grammy Awards décernés pour le meilleur album de polka.